# NGC 4881
NGC 4881 (другие обозначения — UGC 8106, MCG 5-31-75, ZWG 160.238, DRCG 27-217, PGC 44686) — эллиптическая галактика (E) в созвездии Волосы Вероники. Галактика PGC 44691 — либо её видимый компаньон, либо физически связана с NGC 4881.
Этот объект входит в число перечисленных в оригинальной редакции «Нового общего каталога».